# Première bataille de Petersburg
Pour les articles homonymes, voir Bataille de Petersburg.
Guerre de Sécession
Batailles
Campagne de Richmond-Petersburg
- 1re Petersburg
- 2e Petersburg
- Jerusalem Plank Road
- Raid de Wilson–Kautz
- Stauton River Bridge
- Sappony Church
- 1re Ream's Station
- 1re Deep Bottom
- Cratère
- 2e Deep Bottom
- Globe Tavern
- 2e Ream's Station
- Raid de Beefsteak
- Chaffin's Farm
- Peebles' Farm
- Vaughan Road
- Darbytown & New Market Roads
- Darbytown Road
- Fair Oaks & Darbytown Road
- Boydton Plank Road
- Bataille de Trent's Reach
- Hatcher's Run
- Fort Stedman

La Première bataille de Petersburg est un assaut manqué de l'Union contre les fortifications en terre - la ligne Dimmock - protégeant la ville de Petersburg, Virginie, le 9 juin 1864, pendant la guerre de Sécession. En raison d'un groupe de jeunes défenseurs, elle est parfois connue sous l'appellation de la bataille des vieillards et de jeunes garçons.

## Contexte
Au début juin 1864, le lieutenant général Ulysses S. Grant et le général Robert E. Lee sont engagés dans la campagne de l'Overland, l'un en face de l'autre dans leurs tranchées après la sanglante bataille de Cold Harbor. Pendant ce temps, le major général Benjamin Butler est confiné dans la région des Bermuda Hundred à l'est de Richmond, en Virginie, en essayant de distraire Lee en s'attaquant à Richmond. Butler réalise que Richmond est ravitaillée par les chemins de fer qui convergent vers la ville de Petersburg, vers le sud, et que la prise de Petersburg pourrait paralyser les lignes de ravitaillement de Lee. Il est également conscient que les troupes confédérées se déplacent vers le nord afin de renforcer Lee, laissant les défenses de Petersburg dans un état de vulnérabilité. Sensible à son échec lors de la campagne de Bermuda Hundred, Butler cherche à obtenir un succès pour faire valoir son généralat. Il écrit, « la capture de Petersburg repose près de mon cœur ».
Petersburg est protégée par des fortifications connues sous le nom de ligne Dimmock, une ligne de travaux de terrassement de 16 kilomètres de long (10 miles), à l'est de la ville, comprenant 55 batteries d'artillerie, et ancrée à la rivière Appomattox. Les 2 500 confédérés qui s'étirent le long de cette ligne de défense sont commandés par un ancien gouverneur de Virginie, le brigadier général Henry A. Wise ; l'ensemble de la défense de Richmond et Petersburg est sous la responsabilité du général P. G. T. Beauregard, commandant du département de la Caroline du Nord et de la Virginie du Sud.
Le plan de Butler est formulé dans l'après-midi du 8 juin 1864, appelant trois colonnes à traverser l'Appomattox et à avancer de City Point (maintenant nommé Hopewell, Virginie) avec 4 500 hommes. La première et la deuxième consistent en l'infanterie du X corps du major général Quincy A. Gillmore et des U.S. Colored Troops de la troisième division du XVIII corps du brigadier général Edward Winslow Hincks (en), qui attaquent la ligne Dimmock à l'est de la ville. La troisième comprend 1 300 cavaliers sous les ordres du brigadier général August Kautz, qui contournera Petersburg et la frappera par le sud-est. Si l'une de ces trois forces fait une percée, elle sera capable d'entrer dans les arrières des défenseurs qui s'opposent aux deux autres. Butler désigne à l'origine Hinks au commandement de l'opération, mais Gillmore fait remarquer qu'il est l'officier le plus ancien et Butler, plus tard, se plaint, « j'ai été suffisamment fou pour lui céder ».

## Bataille
Les troupes partent dans la nuit du 8 juin, mais font de maigres progrès. La colonne d'infanterie de Gillmore se perd dans l'obscurité. Bien que Hinks arrive à l'heure, il reçoit l'ordre d'attendre Gillmore, de sorte que la totalité de l'infanterie puisse traverser avant la cavalerie. Finalement, l'infanterie traverse à 3h40 du matin le 9 juin et reçoit l'ordre d'avancer contre les piquets ennemis au lever du jour. Dès 7 heures du matin, Gillmore et Hinks rencontrent l'ennemi, mais s'arrêtent en face de lui. Gillmore, un officier du génie avec aucune expérience à la tête des troupes au combat, hésite à la vue des formidables travaux de terrassement. Hinks estime aussi que les défenses confédérées sont trop fortes et qu'il ne peut pas progresser, à moins que Gillmore attaque avec lui. Gillmore dit à Hinks qu'il attaquera, mais que les deux colonnes d'infanterie doivent attendre l'assaut de la cavalerie par le sud.
Les hommes de Kautz n'arrivent pas avant midi, cependant, ayant été retardés en cours de route par de nombreux piquets ennemis. Ils attaquent la ligne Dimmock où elle franchit la route de Jerusalem Plank (l'actuelle U.S. Route 301), à la batterie 27, aussi connue sous le nom de Rives's Salient, avec 150 miliciens, commandés par le commandant Fletcher H. Archer, maniant deux lunettes d'artillerie. Kautz lance une attaque pour sonder l'ennemi avec le 5th Pennsylvania Cavalry contre les miliciens, puis s'arrête et ordonne à ses hommes de mettre pied à terre. Le brigadier général confédéré Raleigh E. Colston (en), qui se trouve être dans la ville sans affectation à l'époque, met en ligne un obusiers de 12 livres pour tirer sur les cavaliers de l'Union, mais constate qu'il n'a pas de d'obus antipersonnel. Colston recule sous la pression du 5th Pennsylvania Cavalry, le 1st District of Columbia Cavalry, et le 11th Pennsylvania Cavalry commence à le flanquer.
Kautz lance ensuite son attaque principale avec le 11th Pennsylvania contre la Home Guard, un groupe composé principalement d'adolescents, de personnes âgées, et de quelques soldats blessés provenant des hôpitaux de la ville. Les Home Guards retraitent dans la ville avec de lourdes pertes, mais à ce moment Beauregard a été en mesure d'acheminer des renforts de Richmond pour faire face : le 4th North Carolina Cavalry, une partie du 7th Confederate States Cavalry de la ligne de Bermuda Hundred, et une batterie d'artillerie. Ils sont en mesure de repousser l'assaut de l'Union, n'entendant aucune activité sur le front de Gillmore, on présume qu'il est parti de lui-même et s'est retiré.

## Conséquences
Les pertes confédérées s'élèvent à environ 80, celles de l'Union à 40. Butler est furieux de la timidité et de l'incompétence Gillmore et l'arrête. Gillmore demande un tribunal d'enquête, qui n'est jamais convoqué, mais Grant le réaffecte plus tard, et l'incident est oublié. Du 14 au 17 juin, Grant et l'armée du Potomac glissent loin de Lee et traversent la rivière James. Ils commencent à se déplacer vers Petersburg, afin de soutenir et renouveler les assauts de Butler. La deuxième bataille de Petersburg et le siège de Petersburg allaient bientôt commencer.